# کمدی-فرانسز
کمدی-فرانسز (فرانسوی: Comédie-Française‎) یک سالن نمایش در شهر پاریس، فرانسه است.
این تئاتر که در سال ۱۶۸۰ ساخته شده دارای ۱۱۰۰ نفر ظرفیت می‌باشد.
از قدیمی ترین سالنهای نمایش دنیا است که به نام تئاتر جمهوری و نیز خانه مولیر شناخته می شود .

## نگارخانه

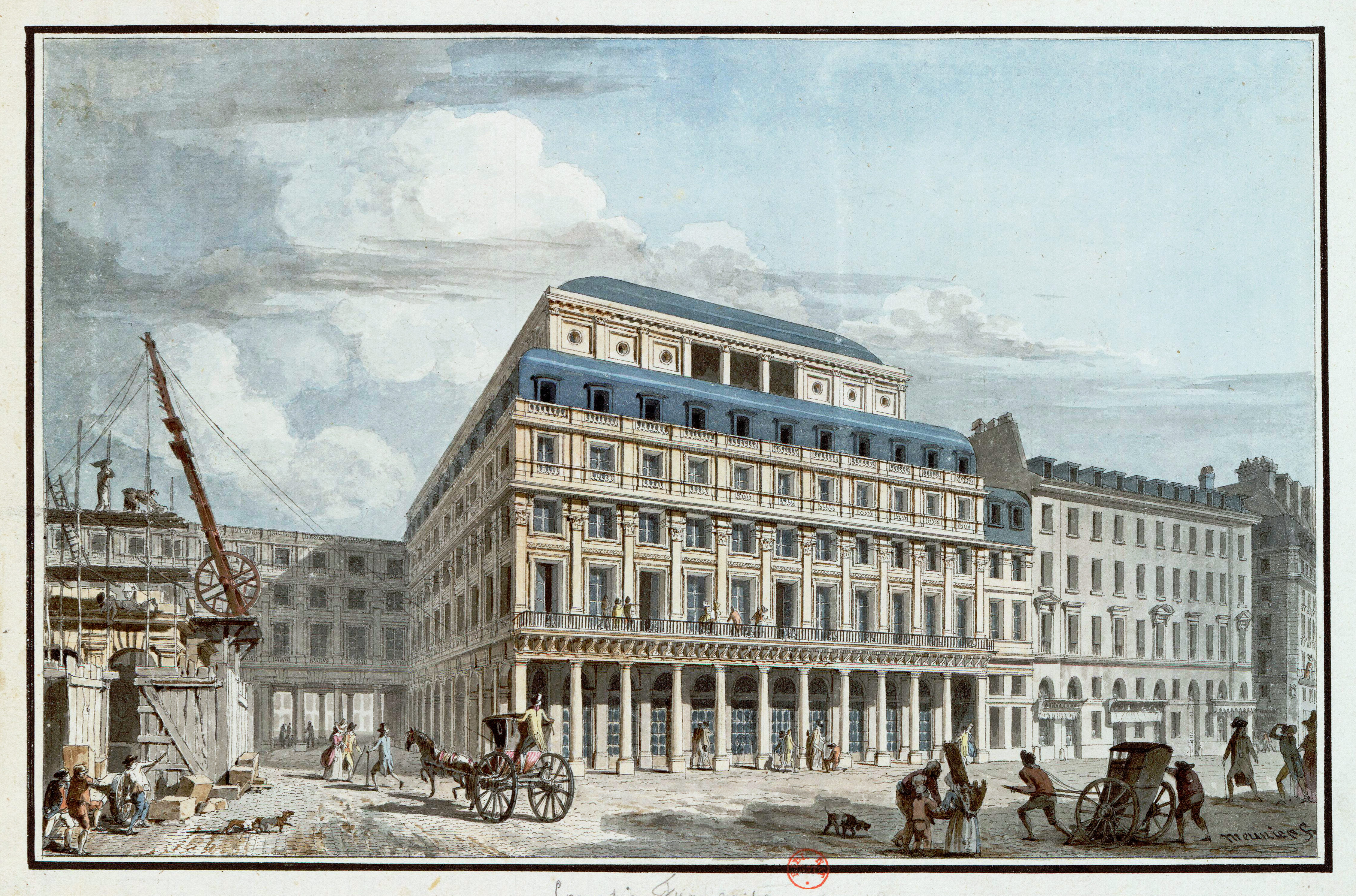
قرن ۱۸ میلادی
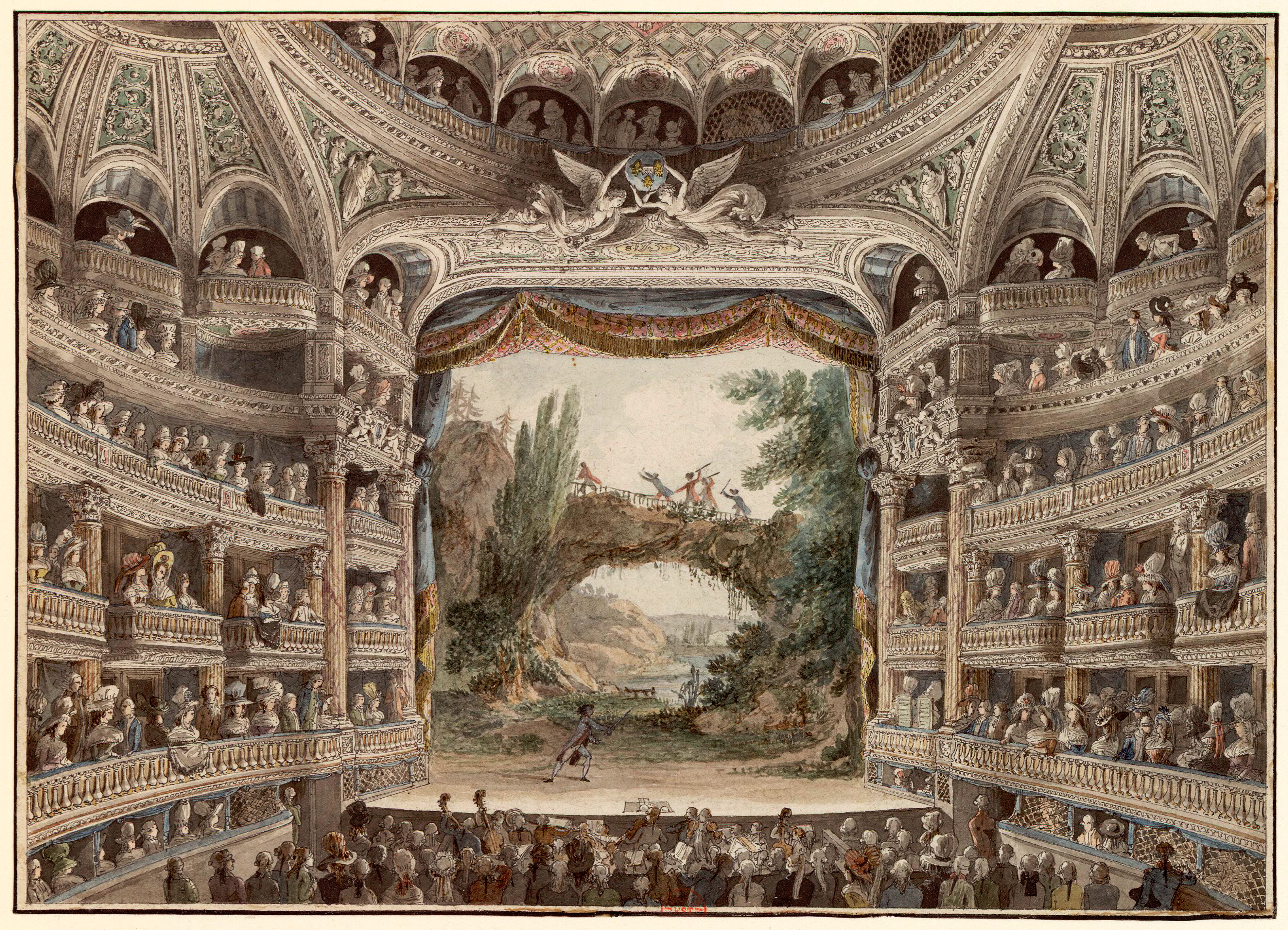
داخل سالن در قرن ۱۸
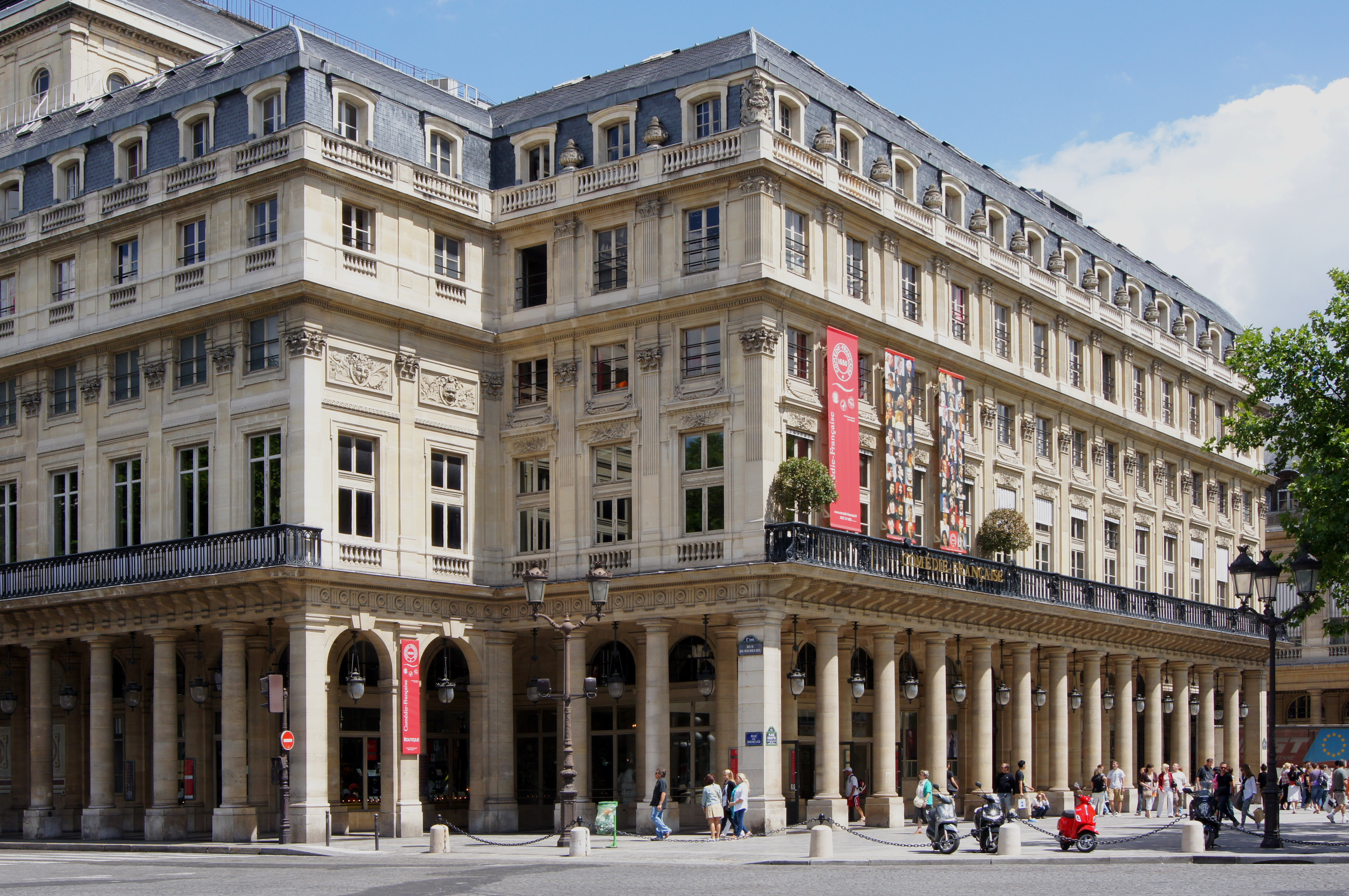